# Zgromadzenie Narodowe (Kenia)
Zgromadzenie Narodowe (ang. National Assembly) – izba niższa kenijskiego parlamentu; zasiada w niej 349 deputowanych: 290 pochodzi z wyborów powszechnych, 47 kobiet wybieranych z każdego hrabstwa oraz 12 nominowanych przez prezydenta. Dodatkowo miejsce w parlamencie z urzędu przysługuje prokuratorowi generalnemu Kenii (tylko na czas pełnienia tej funkcji). Ostatnim członkiem jest przewodniczący, którego – inaczej niż w większości parlamentów świata – kenijscy deputowani wybierają spoza swego grona. Tym samym de facto uzyskuje on mandat na zasadzie kooptacji. 
Prawo głosu mają obywatele kenijscy w wieku co najmniej 18 lat posiadający pełnię praw publicznych i mieszkający na terytorium kraju w sposób ciągły przez 12 miesięcy przed wyborami. Od osób przebywających w Kenii jedynie okresowo (choć posiadających jej obywatelstwo) wymaga się, aby łączny czas ich pobytu przez ostatnie 8 lat był nie krótszy niż 4 lata. Dodatkowo wyborca musi być związany ze swoim okręgiem wyborczym przez przynajmniej rok przed wyborami. Związek ten może mieć formę zamieszkania, pracy zawodowej lub posiadania nieruchomości na jego obszarze. Głosować nie mogą osoby skazane za przestępstwa wyborcze, podlegające w dniu wyborów aresztowi tymczasowemu oraz posiadające otwartą procedurę bankructwa. Kandydaci muszą spełniać wyższy cenzus wieku, wynoszący 21 lat. Dodatkowo muszą znać języki angielski i suahili w stopniu umożliwiającym aktywny udział w pracach parlamentu, dla którego są to języki robocze. Nie mogą również posiadać obywatelstwa państwa innego niż Kenia (nawet, jeśli łączą je z kenijskim). Z kandydowania wyłączone są osoby zatrudnione w służbach państwowych (w tym samorządowych i żołnierze) oraz osoby wykonujące prace na zlecenie rządu. 